# Augacephalus breyeri
Augacephalus breyeri é uma espécie de aranha pertencente à família Theraphosidae. Pode ser encontrada na África do Sul, Suazilândia e Moçambique.